# Ad salutem humani
Ad Salutem Humani est une encyclique du pape Pie XI, publiée le 20 avril 1930, écrite à l'occasion du 1 500e anniversaire de la mort de saint Augustin et qui a pour sujet la vie et la pensée du philosophe et théologien chrétien.

## Source
- (it) Cet article est partiellement ou en totalité issu de l’article de Wikipédia en italien intitulé « Ad Salutem Humani » (voir la liste des auteurs).